# Concedo nulli (spreuk)
Concedo nulli, soms afgekort als Cedo nulli alsook Nulli cedo, is een Latijnse uitdrukking die letterlijk "ik wijk voor niemand" betekent. De uitdrukking is vooral bekend geworden als de lijfspreuk van Desiderius Erasmus die de uitdrukking interpreteerde als een continue herinnering aan het gegeven dat iedereen ooit zal moeten sterven.

## Inspiratiebron
Erasmus was geïnspireerd door een antiek juweel dat hij had ontvangen van de Schotse aartsbisschop Alexander Stewart, een van zijn leerlingen. Het juweel bevatte een weergave van de Romeinse god Terminus, die grenzen en einden bewaakt. Een mythe stelt dat Terminus niet wilde wijken voor de oppergod Jupiter op het Capitool. Daarom wordt de god Terminus afgebeeld met de woorden Concedo Nulli.
Erasmus liet het juweel en de bijbehorende spreuk Cedo Nuli verwerken in een zegel waarmee hij zijn brieven tekende. Later liet hij door Quinten Metsys een speciale penning maken, die hij als geschenk gaf aan zijn vrienden.

## Kritiek en verdediging
De lijfspreuk werd door Erasmus' vijanden gezien als teken van arrogantie; ze zagen de lijfspreuk als uitspraak van Erasmus zelf.
Erasmus verdedigt zich echter in zijn brief epistola apologetica de Termini sui inscriptione concedo nulli met de argumentatie dat de spreuk als uitspraak van de god Terminus moet worden gelezen en vanuit de christelijke visie moet worden geïnterpreteerd: als een continue herinnering dat iedereen ooit zal moeten sterven. Hiermee is de uitdrukking een variant op de, in de tijd van Eramus, veel gebruikte uitdrukking Memento mori ('gedenk te sterven').

## Hedendaags gebruik
- Embleem van het Wapen der Infanterie Nederlandse Koninklijke Landmacht[1]
- Studievereniging Cedo Nulli van de Erasmus Universiteit Rotterdam[2]
- Zeilboot Cedo Nulli[3]
- Band Concedo Nulli[4]